# Cloudcroft
Cloudcroft es una villa ubicada en el condado de Otero en el estado estadounidense de Nuevo México. En el censo de 2010 tenía una población de 674 habitantes y una densidad poblacional de 166,92 personas por km².

## Geografía
Cloudcroft se encuentra ubicada en las coordenadas 32°57′11″N 105°44′3″O / 32.95306, -105.73417 y, según la Oficina del Censo de los Estados Unidos, tiene una superficie total de 4,04 km², toda ella correspondiente a tierra firme.

## Demografía
Según el censo de 2010, había 674 personas residiendo en Cloudcroft. La densidad de población era de 166,92 hab/km². Según la clasificación por razas del censo, el 93,03% de los habitantes eran blancos, el 0,15% afroamericanos, el 1,48% amerindios, el 0,3% asiáticos, el 1,63% de otras razas, salvo isleños del Pacífico, y el 3,41% pertenecían a dos o más razas. Del total de la población el 8,9% eran hispanos o latinos de cualquier raza.